# Dracophyllum
Dracophyllum es un género de plantas con flores perteneciente a la familia Ericaceae, anteriormente en Epacridaceae.   Hay un centenar de especies en el género, mayormente arbustos y árboles nativos de Nueva Zelanda, Australia y Nueva Caledonia.     Comprende 101 especies descritas y de estas, solo 61 aceptadas.

## Taxonomía
El género  fue descrito por Jacques Julien Houtton de La Billardière y publicado en Relation du Voyage à la Recherche de la Pérouse 2: 210–211, t. 40. 1800. La especie tipo es: D. verticillatum
Etimología
Dracophyllum: nombre genérico que deriva de su extraña apariencia, casi prehistórica. 

## Especies aceptadas
A continuación se brinda un listado de las especies del género Dracophyllum aceptadas hasta febrero de 2014, ordenadas alfabéticamente. Para cada una se indica el nombre binomial seguido del autor, abreviado según las convenciones y usos.
| D. acerosum D. acicularifolium D. adamsii D. affine D. alticola D. amabile D. angustifolium D. arboreum D. arcuatum D. attenuatum D. balansae D. brachycladum D. brachyphyllum D. capitatum D. cockaynianum D. collinum D. compactum D. cosmelioides D. densiflorum D. densum D. dracaenoides D. dracophylloides D. drummondii D. erectum D. featonianum D. filifolium D. fiordense D. gracile D. heteroflorum | D. heterophyllum D. imbricatum D. insulare D. involucratum D. kirkii D. latifolium D. lessonianum D. longifolium D. lyallii D. macranthum D. mackeeanum D. marginatum D. marmoricola D. mathewsii D. menziesii D. milliganii D. minimum D. montanum D. muscoides D. oceanicum D. oliveri D. ophioliticum D. ouaiemense D. paludosum D. palustre D. parviflorum D. patens D. pearsonii D. peninsulare D. phlogiflorum D. politum | D. pronum D. prostratum D. pubescens D. pungens D. pyramidale D. ramosum D. recurvum D. robustum D. rosmarinifolium D. scoparium D. rubrum D. saxicola D. sayeri D. scoparium D. secundum D. setifolium D. sinclairii D. squarrosum D. strictum D. subulatum D. tenuicaulis D. thiebautii D. townsonii D. traversii D. trimorphum D. uniflorum D. urvilleanum D. varium D. verticillatum D. vieillardi D. viride D. virgatum D. vulcanicum |